# مقاطعة شيزلويني
شيزلويني هي مقاطعة في إسواتيني، تقع في الجنوب الشرقي من البلاد. مساحتها 3,790 كم²، وعدد سكانها 217,000 (1997)، وتنقسم إلى 14 بلدية (أو إنخوندلا تقسيم إداري في إسواتيني). مركزها الإداري هو نهلانجانو. لها حدود مع مقاطعة لوبومبو في الشمال الشرقي، ومقاطعة منزيني في الشمال الغربي.